# WAPDA FC
Der Water & Power Development Authority Football Club, kurz WADPA F.C., ist ein Werksverein der pakistanischen Wasser & Strombehörde. Aktuell spielt der Verein in der höchsten Liga des Landes, der Pakistan Premier League. Gleich im Jahr seiner Gründung, 1983, konnte der Verein die erste Meisterschaft gewinnen. Seit der Jahrtausendwende gehört der Verein zu den erfolgreichsten des Landes. Seit 2001 gewann der WADPA FC fünf Meisterschaften. In der Saison 2007/08 stellte der Verein einen neuen nationalen Rekord auf, als die Saison ungeschlagen beendet werden konnte. Dreimal nahm der WADPA FC am AFC President’s Cup teil, dabei gelang 2009 der Halbfinal-Einzug.

## Vereinserfolge

### National
- Pakistan Premier League: 1983, 1991, 2001, 2003, 2004/05, 2007/08, 2008/09, 2010/11[1]

- PFF Cup: 2020

## Stadion

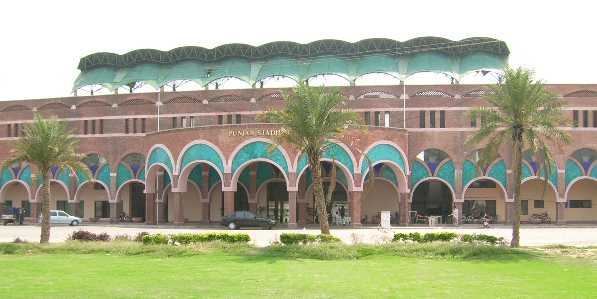
Punjab-Stadion

Seine Heimspiele trägt der Verein im Punjab-Stadion in Lahore aus. Das Stadion hat ein Fassungsvermögen von 10.000 Personen. Eigentümer und Betreiber der Sportstätte ist der Pakistanische Fußballverband.

## Trainerchronik
Stand: Mai 2022
| Trainer           | Nation   | von          | bis           |
| ----------------- | -------- | ------------ | ------------- |
| Hafiz Sohaib Butt | Pakistan | 1. Juli 2004 | 30. Juni 2005 |
| Muhammad Habib    | Pakistan | 1. Juli 2017 | 30. Juni 2020 |
| Tanveer Ahmed     | Pakistan | 1. Juli 2021 | heute         |